# 坪井健
坪井 健（つぼい つよし、1947年 - ）は、日本の社会学者。駒澤大学名誉教授。専門は社会心理学、留学交流、学生文化比較、ヒューマンライブラリー研究。

## 来歴
岡山県出身。1972年、駒澤大学文学部社会学科卒業。1978年、東洋大学大学院社会学研究科博士課程満期退学。同年、駒澤大学文学部社会学科助手。同専任講師、助教授を経て1996年、教授に就任。2018年3月末、駒澤大学を定年退職。
専門はアジア学生文化の国際比較。比較教育史学会理事、国際教育交流協議会（JAFSA）監事、日中社会学会理事、日本ヒューマンライブラリー学会理事長、東京ヒューマンライブラリー協会代表理事、異文化間教育学会 常任理事、国際アジア文化学会理事長を歴任。
主な著作に『国際化時代の日本の学生』(学文社)、『こころ･行動そして社会』(人間の科学社)、『現代中国の社会変動』(時潮社)など。

## 論文
- 坪井健「社会意識研究と媒介過程の問題」『駒沢社会学研究 : 文学部社会学科研究報告』第9号、駒澤大学文学部社会学科研究室、1977年3月、37頁、NAID 120006613218。
- 坪井健「役割分析と役割取得」『駒沢社会学研究 : 文学部社会学科研究報告』第12号、駒澤大学文学部社会学科研究室、1980年3月、33頁、NAID 120006613236。
- 坪井健「社会的役割と役割の規定」『駒沢社会学研究 : 文学部社会学科研究報告』第14号、駒澤大学文学部社会学科研究室、1982年3月、73頁、NAID 120006613248。
- 坪井健「アジアの学生・日本の学生:留学生調査と日本・台湾・韓国の比較調査を通して」『駒澤社会学研究』第23号、駒澤大学文学部社会学科研究室、1991年3月、115-144頁、ISSN 0389-9918、NAID 110007001994。
- 坪井健「オーストラリア・アジアとの比較から見た日本の大学生文化」『日本教育社会学会大会発表要旨集録』第49号、不明、1997年、127-128頁、NAID 110001891354。
- 坪井健「オーストラリアの日本人学生:アジア人およびオーストラリア人学生との比較」『駒澤社会学研究』第31号、駒澤大学文学部社会学科研究室、1999年3月、69-86頁、ISSN 0389-9918、NAID 110007001613。
- 坪井健「アジア学生文化の比較研究:1994年調査と2000年調査を中心として」『駒澤社会学研究』第34号、駒澤大学文学部社会学科研究室、2002年3月、7-28頁、ISSN 0389-9918、NAID 110007001627。
- 坪井健「留学生調査から見えるもの:駒大留学生15年間の動向」『駒澤大學文學部研究紀要』第64号、駒澤大学、2006年3月、1-17頁、ISSN 04523636、NAID 120006616320。
- 坪井健「在日中国人留学生20年の動向と日本の課題:日本と中国の留学生戦略を背景として」『駒澤社会学研究』第38号、駒澤大学文学部社会学研究室、2006年3月、1-22頁、ISSN 0389-9918、NAID 120006616618。
- 坪井健「留学生研究関連文献目録(1955-2005)」『駒澤社会学研究』第38号、駒澤大学文学部社会学研究室、2006年3月、23-65頁、ISSN 0389-9918、NAID 120006616619。
- 坪井健「東アジア学生文化の国際比較研究 : 学生文化収斂仮説の検証」『駒澤社会学研究』第44号、駒澤大学文学部社会学科、2012年3月、29-53頁、ISSN 0389-9918、NAID 120006617566。